# Yolanda Paleóloga de Montferrato
Yolanda Paleóloga o Violante (Moncalvo, junio de 1318 - Chambery, 24 de diciembre de 1342) fue la hija de Teodoro I de Montferrato y Argentina Spínola, una dama genovesa, hija de Opicino Spínola. Recibió el nombre de Yolanda de su abuela paterna, Irene de Monferrato.

## Biografía
Yolanda se casó el 1 de mayo de 1330 con Aimone de Saboya, por su matrimonio se convirtió en condesa consorte de Saboya, Aosta y Moriana. Su matrimonio fue convenido para sellar la recién encontrada paz entre su familia y los condes de Saboya, y sobre la base de que éste le sucedería en Montferrato en el caso de que se extinguiera la línea masculina de la familia Paleólogo. Tuvieron cinco hijos:
1. Amadeo VI (1334–1383)
2. Blanca (1336–1388), casada en 1350 con Galeazzo II Visconti, Señor de Milán.
3. Juan (1338–1345), murió joven
4. Catalina (1341), murió joven
5. Luis (n. 24 de diciembre de 1342), murió joven

Conforme al mismo acto de herencia en Montferatto, cuando se extinguió la línea masculina de la dinastía de los Paleólogo con la muerte de Bonifacio IV de Montferrato dos siglos después, Carlos III de Saboya reclamó Montferrato a través Yolanda su tatara-tatara-tatara -bisabuela. Sin embargo, fue reclamado por Carlos V, emperador del Sacro Imperio. 
Yolanda murió mientras dio a luz a su hijo Luis el 24 de diciembre de 1342, cuando tenía veinticuatro años de edad.
Su hija Blanca fue madre Gian Galeazzo Visconti y Violante Visconti. Entre los descendientes de Yolanda están Luis XII de Francia, Enrique II de Francia y de Enriqueta María, Reina de Inglaterra.